# Sunset Stadium
Sunset Stadium ist ein Mehrzweckstadion in Lusaka, der Hauptstadt von Sambia. Es wird vornehmlich für Fußballspiele genutzt, aber auch für politische Veranstaltungen. Das Stadion fasst 20.000 Zuschauer. Es ist nach dem Independence Stadium, und dem National Heroes Stadium die drittgrößte Arena von Lusaka.
Ein neues Stadion mit 70.000 Plätzen sollte für die All-Africa Games im Jahr 2011 fertig sein, 2008 trat man als Gastgeber wegen fehlender Mittel wieder zurück.